# Kallósd
Kallósd is een plaats (község) en gemeente in het Hongaarse comitaat Zala. Kallósd telt 104 inwoners (2001).

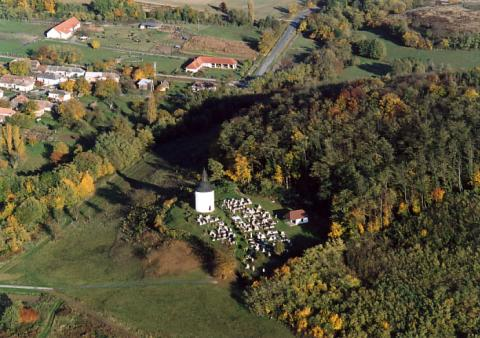
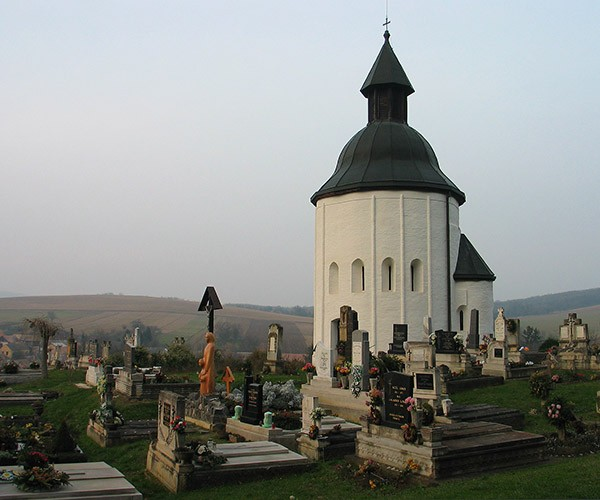